# Краварско
Краварско (на хърватски: Kravarsko) е община в Загребска жупания, Хърватия. Според преброяването от 2011 г. има 1987 жители, мнозинството от които са хървати.